# Энден, Хейно Рейнович
Хе́йно Ре́йнович Э́нден (род. 13 декабря 1959, Таллин, СССР) — советский баскетболист. Заслуженный мастер спорта СССР (1985).

## Биография
Выступал за «Калев» и ЦСКА.
После завершения карьеры баскетболиста Энден работал тренером в Финляндии, а с 1996 года комментировал на Эстонском ТВ международные матчи с участием «Калева» и национальной сборной.
С 2000 года был шефом спортивного отдела газеты «Ээсти Пяэвалехт», одного из самых популярных ежедневных изданий Эстонии.
Был главным тренером сборной Эстонии по баскетболу в отборочном цикле ЧЕ-2005. В настоящее время — тренер профессиональных команд в Эстонии.
Был женат на чемпионке мира по художественной гимнастике Галине Белоглазовой. Сын Энтони серьёзно занимается баскетболом.

## Достижения
- Чемпион мира 1982
- Чемпион Европы 1985, серебряный призер ЧЕ-87, бронзовый призёр ЧЕ-83
- Чемпион СССР 1984, 1988